# Comuna Liulînți, Kalînivka
Liulînți (în ucraineană Люлинці) este o comună în raionul Kalînivka, regiunea Vinnița, Ucraina, formată din satele Liulînți (reședința) și Velîki Kutîșcea.

## Demografie
Componența lingvistică a satului Liulînți
     Ucraineană (99,2%)
     Alte limbi (0,8%)
Conform recensământului din 2001, majoritatea populației satului Liulînți era vorbitoare de ucraineană (99,2%), existând în minoritate și vorbitori de alte limbi.